# Plestiodon reynoldsi
Scinque de Reynolds, Néoseps de Floride
Espèce
Synonymes
- Neoseps reynoldsi Stejneger, 1910
- Eumeces reynoldsi (Stejneger, 1910)

Statut de conservation UICN

 VU B1ab(iii)+2ab(iii) : Vulnérable
Plestiodon reynoldsi, le Scinque de Reynolds ou Néoseps de Floride, est une espèce de sauriens de la famille des Scincidae.

## Répartition
Cette espèce est endémique de Floride aux États-Unis.

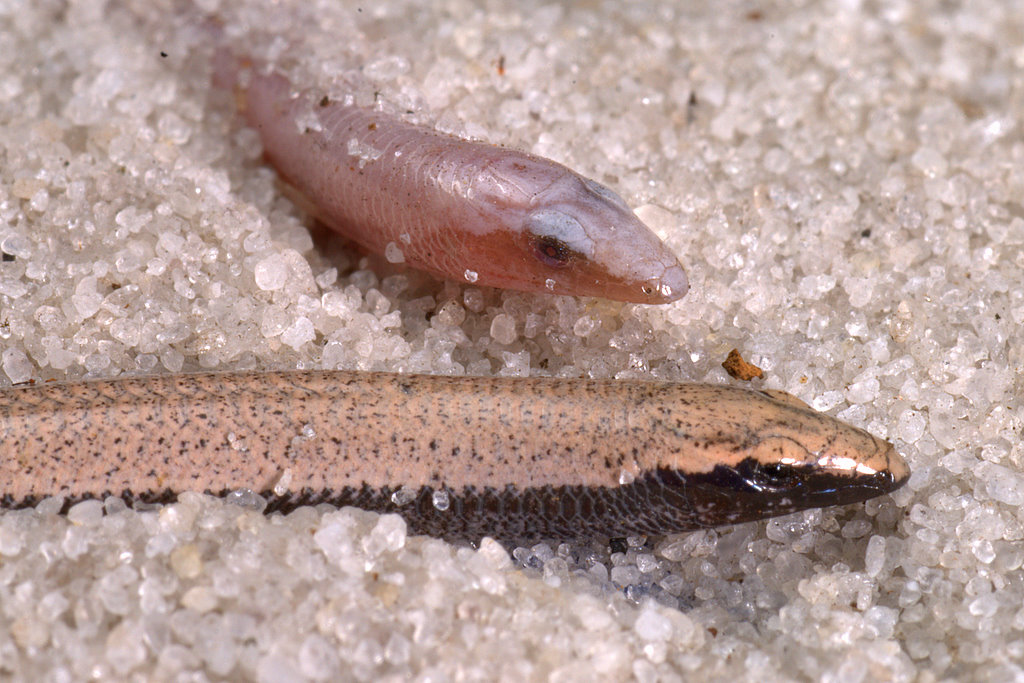

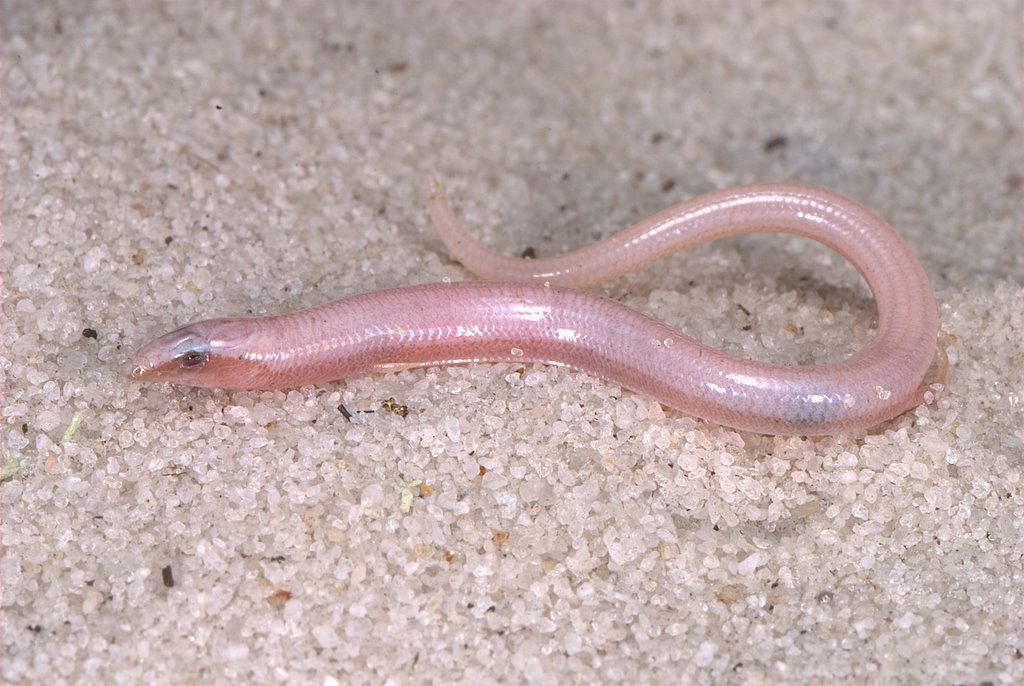

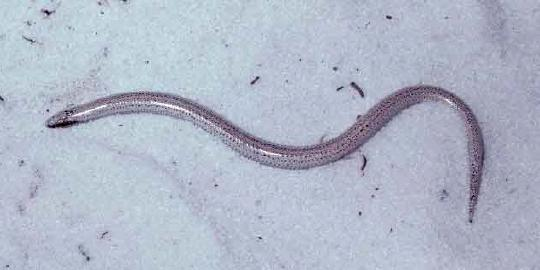

## Publication originale
- Stejneger, 1910 : A new genus and species of lizard from Florida. Proceedings of the United States National Museum, vol. 39, p. 33-35 (texte intégral).